# Antonio de Solís y Rivadeneyra

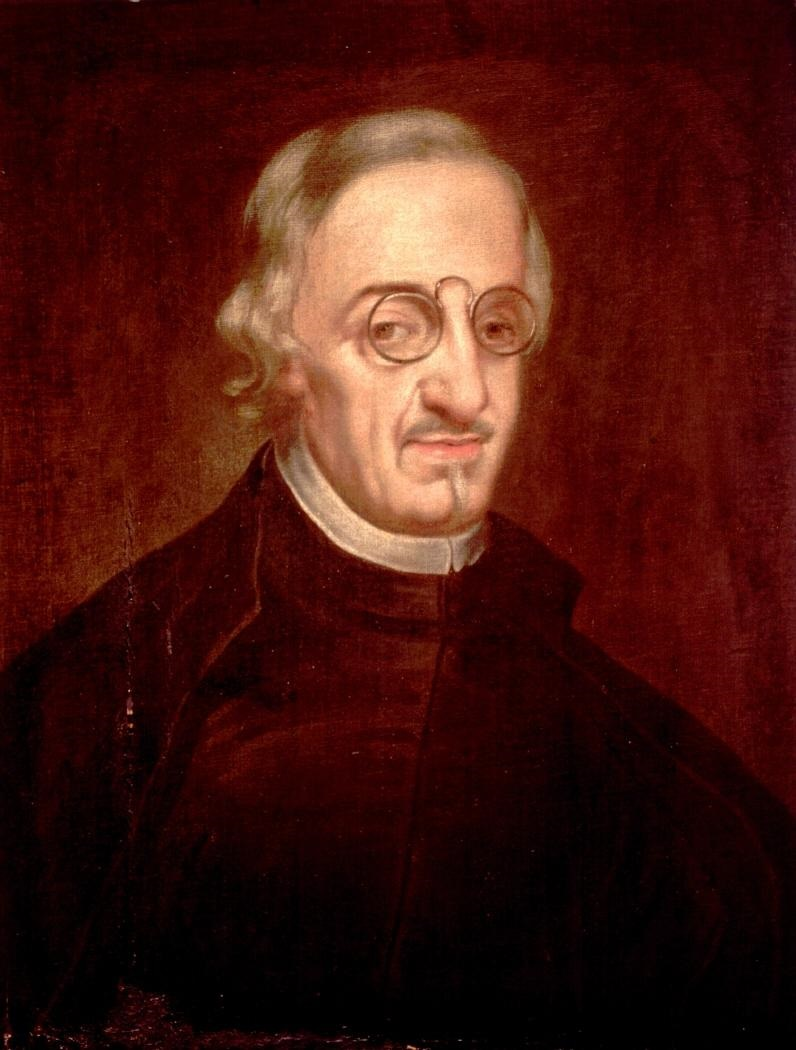
Antonio de Solís y Rivadeneyra (c.1660), Juan de Alfaro y Gámez zugeschrieben. Museo Lázaro Galdiano, Madrid.

Antonio de Solís y Rivadeneyra (auch Ribadeneyra; * 18. Juli 1610 in Alcalá de Henares; † 19. April 1686 in Madrid) war ein spanischer Dramatiker und Geschichtsschreiber.

## Leben  und Werk
Antonio de Solís y Rivadeneyra studierte in Salamanca die Rechte. Er versuchte sich aber daneben in der dramatischen Poesie und schrieb bereits in seinem 17. Lebensjahr die mit Beifall aufgenommene Komödie Amor y obligación, die 1929 von W. Fischer und R. Ruppert sowie 1930 von E. Juliá Martínez herausgegeben wurde. Nach seinem 26. Lebensjahr trat Solís y Rivadeneyra in den Dienst seines Gönners, des Grafen von Oropesa, und war dessen Sekretär in den Vizekönigreichen von Navarra und Valencia. Seine Talente erregten die Aufmerksamkeit Philipps IV., der ihm 1654 eine Stelle im Staatssekretariat verlieh und ihn später zu seinem eigenen Sekretär machte. Zugunsten eines Verwandten verzichtete er auf diese Stelle, erhielt aber bei der Königinmutter den gleichen Posten und wurde außerdem 1661 zum ersten Historiographen für Amerika ernannt. 1667 ließ er sich zum Priester weihen und starb am 19. April 1686 im Alter von 75 Jahren in Madrid.
Seine Poesías sagradas y profanas wurden von Juan de Goyeneche (Madrid 1692) herausgegeben, später auch in der Biblioteca de autores españoles (Bd. 42) abgedruckt. Viel bedeutender ist er aber durch seine Comedias. Er kann als einer der letzten großen Dramatiker der spanischen Barockliteratur betrachtet werden. Seine Stücke zeichnen sich weniger durch Originalität der Erfindung, die meistens nicht ihm gehört, als durch geschickte Behandlung sowie große Reinheit und Eleganz der Sprache und des Stils aus und wurden zu Madrid 1681 und 1716 gedruckt (eine Auswahl auch im 47. Bande der genannten Biblioteca).
Unter den Werken von Solís y Rivadeneyra waren folgende Schauspiele besonders beliebt:
- El amor al uso, 1640; von Paul Scarron und  auch von Thomas Corneille als L’Amour à la mode (1651)  bearbeitet
- Un bobo hace ciento, 1651
- El alcázar del segreto, 1651
- Gitanilla de Madrid, 1656, dieses von Solís y Rivadeneyra nach Cervantes’ gleichnamiger Novelle bearbeitete Schauspiel wurde seinerseits von Pius Alexander Wolff zu dessen Preciosa (1820) benutzt, ferner auch von Victor Hugo und Longfellow

Weitere Schauspiele von Solís y Rivadeneyra tragen die Titel Euridice e Orfeo (1643), Amparar el enemigo (1651), Las amazonas (1655), Triunfos de amor y fortuna (1657), El doctor Carlino und Entremés del casado sin saberlo (1659).

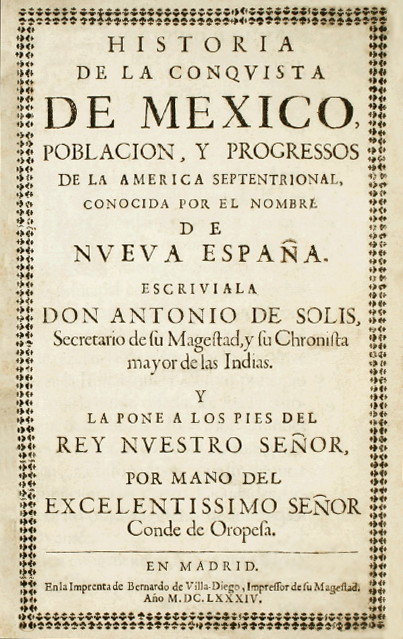
Historia de la conquista de México. Madrid: 1684.

## Historia de la conquista de México
Am berühmtesten und außerhalb Spaniens am bekanntesten ist Solís y Rivadeneyra als Geschichtsschreiber durch seine Historia de la conquista de México (Madrid 1684; am besten, ebd. 1783–84, 2 Bde., u. öfter; auch im 28. Bd. der Biblioteca de autores españoles, 1853; deutsch von Förster, Quedlinburg 1838; englisch von Townshed, 1724). Sie war ein vielgelesenes, beispielhaftes Geschichtswerk von historischer Treue und wird wegen der kunstreichen Darstellung und der geistvollen Betrachtungsweise sowie wegen des Reichtums, der Eleganz und Klarheit der Sprache zu den klassischen Werken der spanischen Literatur gerechnet.
Eine Sammlung vortrefflich geschriebener Briefe von Solís y Rivadeneyra gab Gregorio Mayans y Siscar unter dem Titel Cartas familiares (Madrid 1737) heraus.